# Kỹ năng lao động

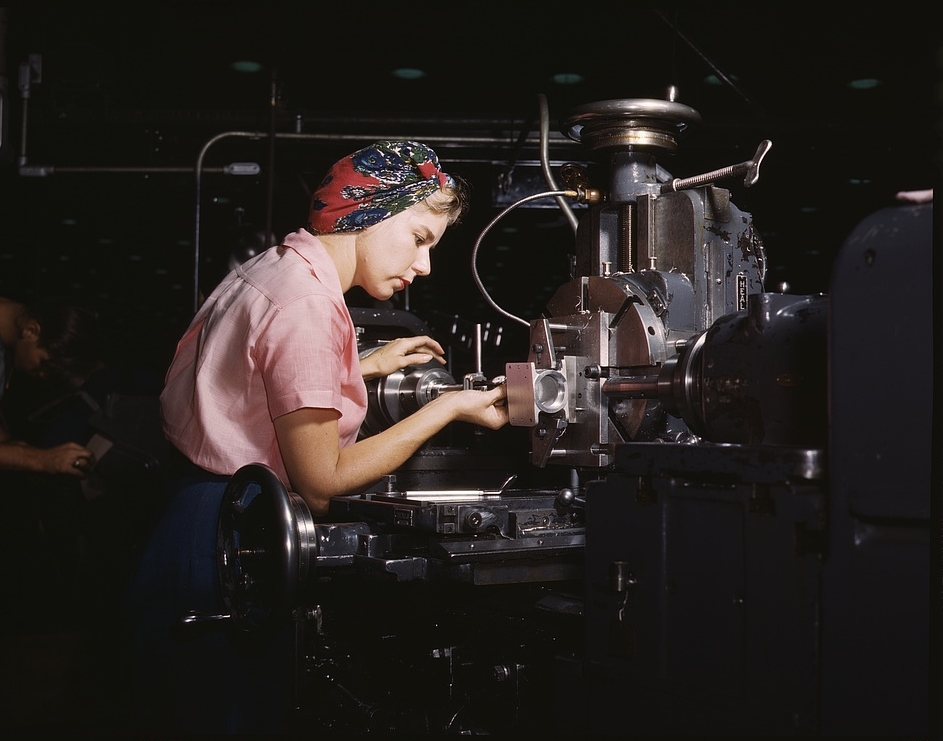
Một nữ công nhân lành nghề ở Mỹ

Kỹ năng lao động (Labor skills) hay còn gọi là tay nghề là thước đo mức độ chuyên môn, trình độ chuyên môn hóa, tiền lương và năng lực giám sát của người lao động. Người lao động có tay nghề thường được đào tạo nhiều hơn, được trả lương cao hơn và được giao nhiều trọng trách hơn so với người lao động không có tay nghề cao. Công nhân lành nghề từ lâu đã có vai trò quan trọng trong lịch sử như thợ nề, thợ xây, thợ mộc, thợ rèn, thợ làm bánh, thợ nấu bia, thợ đóng thùng, thợ in và các nghề khác có hiệu quả kinh tế. Công nhân lành nghề thường hoạt động chính trị thông qua các hội đoàn của họ. Kỹ năng lao động chính là sự thành thạo, tinh thông về các thao tác thuần thục, động tác điêu luyện, nghiệp vụ chuyên môn trong quá trình hoàn thành một công việc cụ thể. Kỹ năng giúp người lao động thực hiện công việc một cách chính xác, chuẩn xác, hiệu quả và quyết định tính hiệu quả của công việc, nó chính là khả năng thực hiện một công việc hoặc một nhiệm vụ cụ thể một cách hiệu quả và thành thạo, thường được hình thành thông qua quá trình học hỏi, đào tạo và kinh nghiệm thực tế. Kỹ năng lao động đóng vai trò quan trọng đối với cá nhân người lao động, doanh nghiệp (hiệu suất làm việc) và toàn bộ nền kinh tế (năng suất lao động). Đối với chính bản thân người lao động thì tay nghề giúp có cơ hội việc làm tốt hơn, mức lương cao hơn, sự thành công, cơ hội thăng tiến trong sự nghiệp và phát triển bản thân. Việc nâng cao tay nghề thành thạo phải thông qua thường xuyên trau đồi, rèn luyện và học hỏi. Trong tác phẩm "Người giàu có nhất thành Babylon", tác giả George Samuel Clason đã đúc kết rằng "Dù làm bất cứ việc gì, các bạn cũng cần phải luôn luôn tìm cách trau dồi, nâng cao các kỹ năng nghề nghiệp của mình. Nếu là một thợ thủ công, bạn phải học hỏi những phương pháp và cách sử dụng các công cụ mới để tay nghề ngày càng điêu luyện hơn. Nếu bạn làm việc trong ngành pháp luật hay bệnh viện, thì nên tham khảo hoặc trao đổi ý kiến với các đồng nghiệp để nâng cao kiến thức. Hoặc nếu là thương gia, bạn phải thường xuyên đi đến nhiều nơi để tìm mua những hàng hóa tốt nhất và đem về bán lại với giá rẻ hơn".

## Đại cương
Một trong những yếu tố làm tăng nhu cầu lao động lành nghề tương đối là sự ra đời của máy tính. Để vận hành máy tính, công nhân phải xây dựng vốn con người của mình để học cách thức hoạt động của một loại máy móc như vậy. Do đó, nhu cầu lao động lành nghề tăng lên. Ngoài sự thay đổi về công nghệ của máy tính, sự ra đời của điện cũng thay thế sức người (lao động không lành nghề) làm thay đổi nhu cầu về kỹ năng lao động. Tuy nhiên, công nghệ không phải là yếu tố duy nhất. Thương mại và tác động của toàn cầu hóa cũng đóng vai trò trong việc ảnh hưởng đến nhu cầu tương đối đối với lao động có tay nghề. Theo Báo cáo giám sát toàn cầu EFA 2012 đã đề xuất một cách tiếp cận hữu ích đối với các loại kỹ năng khác nhau liên quan đến thế giới việc làm. Báo cáo xác định ba loại kỹ năng chính mà tất cả người trẻ cần - kỹ năng cơ bản, có thể chuyển giao, kỹ thuật và nghề nghiệp - và bối cảnh mà chúng có thể được tiếp thu. Trong đó, kỹ năng nền tảng (căn cơ, tối thiểu) là các kỹ năng đọc viết và tính toán cần thiết để có được công việc trả lương đủ để đáp ứng nhu cầu hàng ngày. Những nền tảng này cũng là điều kiện tiên quyết để tham gia vào giáo dục và đào tạo tiếp theo, và để có được các kỹ năng chuyển giao và kỹ năng kỹ thuật và nghề nghiệp. Các kỹ năng chuyển giao bao gồm phân tích vấn đề và đưa ra giải pháp phù hợp, truyền đạt ý tưởng và thông tin một cách hiệu quả, sáng tạo, thể hiện khả năng lãnh đạo và tận tâm, và chứng minh khả năng khởi nghiệp. Những kỹ năng như vậy được nuôi dưỡng ở một mức độ nào đó bên ngoài môi trường trường học. Tuy nhiên, chúng có thể được phát triển thêm thông qua giáo dục và đào tạo. Nhiều công việc đòi hỏi kiến thức chuyên môn kỹ thuật cụ thể, có thể liên quan đến trồng rau, sử dụng máy khâu, hoặc thợ mộc, hoặc làm việc trên máy tính trong văn phòng. Các kỹ năng kỹ thuật và nghề nghiệp có thể đạt được thông qua các chương trình thực tập liên kết với giáo dục trung học và giáo dục kỹ thuật và nghề nghiệp chính thức, hoặc thông qua đào tạo tại nơi làm việc, bao gồm các chương trình học nghề truyền thống và hợp tác xã nông nghiệp.